# 103422 Лаурізірен
103422 Лаурізірен (103422 Laurisiren) — астероїд головного поясу, відкритий 9 січня 2000 року.
Тіссеранів параметр щодо Юпітера — 3,540.